# Elydnus huedepohli
Elydnus huedepohli là một loài bọ cánh cứng trong họ Cerambycidae.